# Taijitu

Símbolo taijitu para el Yīn y el yáng del taoísmo.

El taijitu (en chino tradicional, 太極圖; en chino simplificado, 太极图; pinyin, taìjítú, Wade-Giles: t'ai4 chi2 t'u2) es un símbolo que representa los conceptos de la filosofía china del yin y yang y del taiji, o principio generador de todas las cosas. Es habitual que aparezca rodeado por los ocho trigramas del I Ching. En occidente se suele conocer como "el símbolo del yin y el yang" o "el símbolo taoísta".
Este símbolo está asociado al taoísmo y al neoconfucionismo. Los pensadores de tiempos de la dinastía Song de esta última corriente, en especial Zhu Xi (朱熹, Zhū Xī), son los que popularizaron el taijitu más conocido actualmente, aunque existen otros como el de Zhou Dunyi o el llamado Laishi taijitu.
El símbolo primero aparecía como motivo ornamental en la iconografía de diversos pueblos europeos antiguos como los celtas, etruscos y romanos.

## Iconografía europea

Escudo de la unidad de infantería romana occidental llamada armigeri defensores seniores (ca. 430 d. C.), el primer emblema clásico yin yang conocido

La primera evidencia arqueológica prehistórica de este símbolo se encontró junto con otros símbolos religiosos antiguos clave (esvástica, cruz), en varios artefactos utilizados en el contexto ritualista por la Cultura de Cucuteni. Patrones similares al taijitu ya formaban parte de la iconografía celta, etrusca y romana en la antigüedad. El primer emblema clásico yin yang conocido aparece en la Notitia dignitatum en un escudo de una unidad de infantería romana occidental llamada armigeri defensores seniores alrededor de 430 d. C.

## Iconografía china

### ElLaishi taijitu

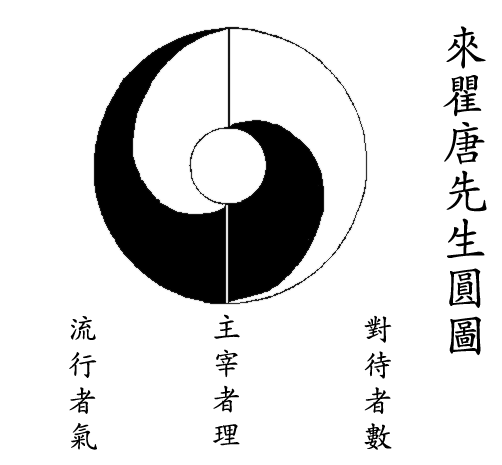
El taijitu de Lai Zhide.

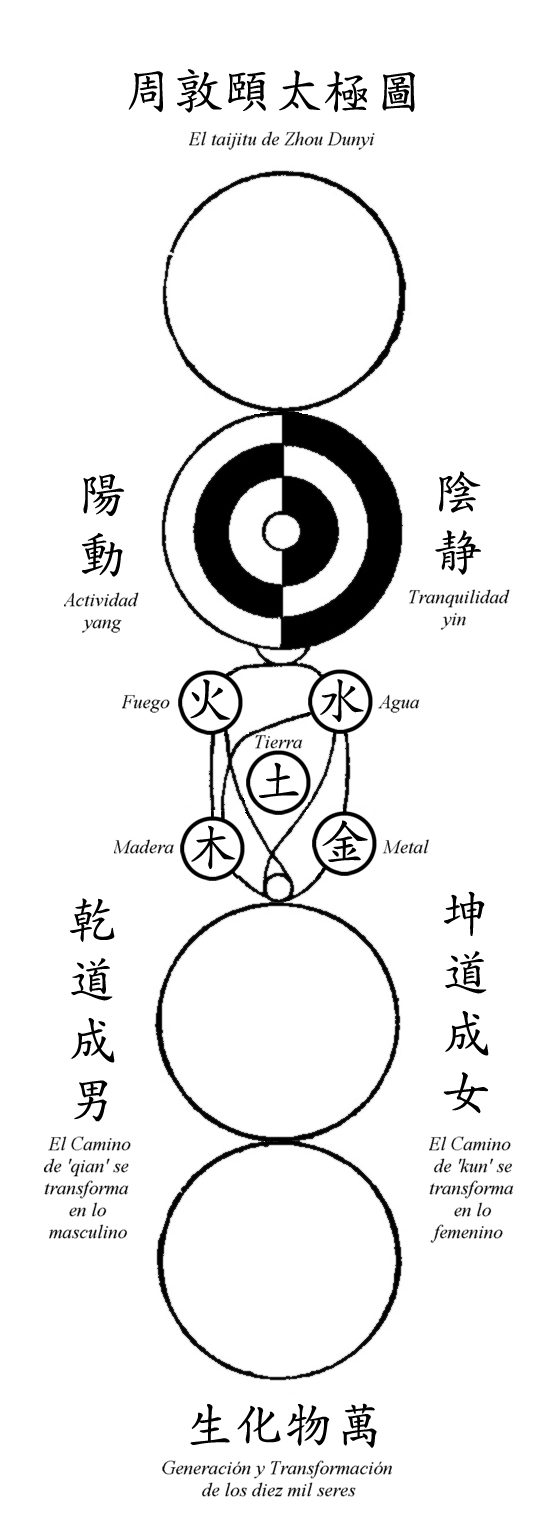
El taijitu de Zhou Dunyi.

El Laishi taijitu (來氏太極圖, Láishì tàijítú), o "Taijitu del estilo Lai", toma el nombre de su creador Lai Zhide (来知徳, 1525-1604), neoconfuciano y practicante taoísta de tiempos de la dinastía Ming, autor del Zhouyi jizhu (周易集注, 1598), importante comentario del Zhouyi o I Ching, en el cual se encuentra este diagrama.
En chino también se le llama 来瞿唐先生圆图, que traducido significa "Figura circular del señor Lai Qutang".
Representa el papel principal del principio li (理), la oposición del yin y el yang y la circulación del qì.

### ElZhouzi taijitu
El Zhouzi taijitu (周子太極圖, Zhōuzǐ tàijítú), o "Taijitu del maestro Zhou", aparece por primera vez en el Taijitushuo ("Explicación del taijitu"), un comentario atribuido al filósofo neoconfuciano del siglo XI Zhou Dunyi, y está particularmente asociado a la práctica taoísta de la alquimia interna.   
No obstante, según la tradición, Zhou Dunyi no sería su autor, sino que habría sido creado con el nombre de Wujitu, "Gráfico del Wuji" (el estado indiferenciado del universo anterior al taiji), al mismo tiempo que otros diagramas rituales, por Chen Bo (陳摶), nacido en el período de las Cinco Dinastías y muerto durante la dinastía Song. El conjunto habría sido transmitido a Zhong Fang (種放), después a Mu Xiu (穆修, 979-1032) y por último a Li Gai (李溉) antes de llegar a Zhou Dunyi. Xiao Yingsou (蕭應叟), taoísta de tiempos de la dinastía Song del Sur y Zhang Yuchu (張宇初), lo incluyeron en sus obras.   
Zhu Xi, en el siglo XII, reelaboró una versión más amplia del Taijitushuo en la que hace una interpretación del símbolo y de sus conceptos asociados que sería rechazada por los representantes de otras corrientes. Así, Lu Xiangshan, contemporáneo suyo, veía en el yin y el yang nociones metafísicas, mientras que para Zhu Xi solamente el taiji era metafísico. Los taoístas le reprocharon que, al suprimir una palabra del comentario de Zhou Dunyi, habría confundido completamente el "gran extremo" taiji con el "sin extremo" wuji, mientras que para ellos se trataba de dos estados entre los cuales el practicante de la alquimia interna evoluciona en su trayecto hacia la inmortalidad.   
Leído de arriba abajo (o de izquierda a derecha en las versiones en que aparece en horizontal), representa el proceso por el cual el Tao da origen, desde la no diferenciación o wuji (círculo superior), a los diez mil seres (círculo inferior), pasando por el surgimiento del yin y el yang y de los cinco elementos (centro).   
Leído en sentido inverso, representa el trayecto alquímico de regreso al Tao en el curso del cual el practicante transforma su qi (energía vital) posnatal en qi original depurado. Según está interpretación el círculo inferior representa el dantian inferior (下丹田), o "campo de cinabrio inferior", todavía llamado puerta de xuanpin (玄牝之門) o deqiao (得竅), ubicación del qi antepasado zuqi (租氣).   
El segundo círculo representa el proceso lianji (煉己) de transformación del jing (精), o "esencia", en qi y posteriormente de éste en shen (神), o "energía espiritual".   
El diagrama siguiente representa el hehe (和合), o "fusión", de cada uno de los cinco elementos con su víscera correspondiente (hígado-madera, corazón-fuego, bazo-tierra, pulmón-metal y riñón-agua).   
El círculo siguiente representa la unión del trigrama li (離) con el trigrama kan (坎) para formar el trigrama qian (乾), totalmente yang.   
El último círculo representa la vuelta al wuji, es decir, la liberación y la inmortalidad.

### ElXiantian taijitu

El taijitu de los primeros tiempos.

El Xiantian taijitu (先天太極圖, xiāntiān tàijítú), o "Taijitu de los primeros tiempos", es el más ampliamente conocido en nuestros días. Las dos formas entrelazadas de su interior se llaman en chino peces (魚, 鱼, yú) y de hecho su nombre popular en ese idioma es "peces yin y yang" (陰陽魚).
Según la obra Yitu mingbian (易圖明辨), "Discernimiento sobre los diagramas de las mutaciones", de Hu Wei (胡渭, 1633-1714), de tiempos de la dinastía Qing, representa la alternancia entre los qì (energía vital), yin (en negro) y yang (en blanco), inconcebibles el uno sin el otro y que ocultan cada uno en su interior el germen del contrario. Esta versión a veces aparece rodeada por los ocho trigramas (八卦, bāguà) del Yìjīng.
Ciertos puristas consideran que estos yin y yang así representados no son rigurosamente un taijitu, ya que el concepto de taiji implicaría la no diferenciación.
Este diagrama puede ser objeto de diferentes interpretaciones específicas dependiendo del campo al que se aplique (ver yin y yang). Es ampliamente utilizado en el mundo de las artes marciales y aparece en la bandera de Corea del Sur.

## Literatura
- Monastra, Giovanni (2000), «The "Yin-Yang" among the Insignia of the Roman Empire?», Sophia 6 (2), archivado desde el original el 25 de septiembre de 2011.
- Nickel, Helmut (1991), «The Dragon and the Pearl», Metropolitan Museum Journal 26: 139-146.
- Peyre, Christian (1982), «Y a-t’il un contexte italique au style de Waldalgesheim?»,  en Duval, Paul-Marie; Kruta, Venceslas, eds., L’art celtique de la période d’expansion, IVe et IIIe siècles avant notre ère, Hautes études du monde gréco-romain 13, Paris: Librairie Droz, pp. 51-82 (62-64, 82), ISBN 978-2-600-03342-8.
- Robinet, Isabelle (2008), «Taiji tu. Diagram of the Great Ultimate»,  en Pregadio, Fabrizio, ed., The Encyclopedia of Taoism A−Z, Abingdon: Routledge, pp. 934−936, ISBN 978-0-7007-1200-7.
- White, Lynn; Van Deusen, Nancy Elizabeth (1995), The Medieval West Meets the Rest of the World, Claremont Cultural Studies 62, Institute of Mediaeval Music, ISBN 0-931902-94-0.